# Macit Özcan
Macit Özcan (né en 1954 à Adana) est un ingénieur et un homme politique turc. Il est maire de Mersin (1999-2014).

## Biographie
Il effectue ses études primaires et secondaires à Adana. Il est ingénieur civil diplômé de la faculté de l'Université de Çukurova (tr) en 1975. Il a commencé ses fonctions de directeur technique de Çukobirlik en 1976. Après avoir son service militaire (1976-1978), il travaille comme ingénieur civil au ministère des Travaux publics et de l'Habitat. Il travaille comme ingénieur civil à la 14e direction régionale des travaux de construction d'Adana en 1979 et à la direction des travaux publics et de l'habitat de la région d'İçel en 1980.
Il quitte volontairement ce poste en 1982 et travaille comme chef de chantier dans diverses entreprises. Lors des élections locales tenues en 1999, 2004 et 2009, il est élu maire de Mersin, sous les couleurs du CHP. Aux élections de 2014, il perd son poste de maire face à Burhanettin Kocamaz (tr).
Le 26 mars 2015, un mandat d'arrêt pour corruption est émis contre l'ancien maire Macit Özcan. Son fils et ses deux frères sont aussi arrêtés pour corruption.